# 日本希土類学会
日本希土類学会（にほんきどるいがっかい、英名 The Rare Earth Society of Japan ）は、希土類の科学・技術の進歩向上を目的として1982年に希土類研究会として発足、1995年に現名称に改名した学会。
事務局を大阪府吹田市山田丘2-1大阪大学大学院工学研究科応用化学専攻今中研究室内に置いている。

## 事業
講演会・討論会等の集会、資料の配布など

## 機関誌
- 『希土類　Rare Earths 』 年2回

## 維持会員
本会は、維持会員としての企業の貢献が大きいのも特徴で、身の回りの製品開発に至るまで希土類について多くのことを学ぶことも可能である。